# 加隆貢火山

加隆貢火山是印度尼西亞西爪哇省的活火山，位於印度-澳洲板塊和印度板塊沉入歐亞大陸板塊的隱沒帶。
1822年10月8日，加隆貢火山發生強度達火山爆發指數（VEI）5級、歷時一個月的火山爆發，引發的火山泥流造成逾4,000人死亡，火山碎屑流伸延至離火山10公里處。
加隆貢火山最近一次大型爆發在1982年，火山爆發指數（VEI）為4級，造成68人死亡。並在當年6月24日造成英國航空9號班機四具引擎熄火，該班機最後仍平安降落。

## 外部連結
- NOAA facts and figures about Galunggung（页面存档备份，存于）
- Volcanological Survey of Indonesia（页面存档备份，存于）
- Official website of Indonesian volcanoes at USGS（页面存档备份，存于）